# Viola cazorlensis
La Violeta de Cazorla o Viola cazorlensis es una especie endémica de la Sierra de Cazorla, Segura y las Villas, de carácter rupícola florece en primavera sobre las rocas calizas de la Sierra.
También se han encontrado ejemplares en las vecinas Sierra Mágina y Sierra Del Segura.

## Taxonomía
Viola cazorlensis fue descrita por Michel Gandoger y publicado en Bull. Assoc. Franç. Bot. 5: 226, en el año 1902.